# Stig Sandström
Stig Anders Sandström, född 25 februari 1943 i Bygdeå församling, Västerbottens län, död 29 mars 2011 i Borås (Caroli), var en svensk politiker (vänsterpartist), som var riksdagsledamot 1994–2002 för Västra Götalands läns norra valkrets.
I riksdagen var han bland annat ledamot i socialutskottet 1994–1998 och försvarsutskottet 1998–2002.